# راکت پیکچرز
راکت پیکچرز (انگلیسی: Rocket Pictures) شرکت فیلم‌سازی بریتانیایی است، که در سال ۱۹۹۶ توسط التون جان تأسیس شد.